# Список островов Приморского края

Данная статья представляет собой список морских островов, принадлежащих территории Приморского края. Морфометрические характеристики подсчитаны с помощью программы «ПримGPS» ФГУП «ПриморАГП» и сервиса Wikimapia. Информация о высотных отметках взята с топографических карт масштаба 1 : 100 000 и лоции Японского моря.
Согласно Государственному каталогу географических названий в Приморском крае расположены 9 архипелагов, 122 острова, 14 камней и 4 кекура, имеющих собственные названия. Самый крупный — остров Русский, по площади он превышает все остальные острова вместе взятые. Всего насчитывается 13 островов, площадью более 1 км². Их суммарная территория составляет почти 176 км². Островов, площадью менее 1 км² насчитывается около 80, и они занимают территорию немногим более 5,4 км². Таким образом, суммарная площадь островных территорий Приморья — 181,17 км². Это составляет 0,11 % от всей территории края.

### Происхождение
Все острова Приморского края континентальные (материковые). Они находятся на шельфе Японского моря и располагаются недалеко от материкового побережья. По происхождению, практически все острова являются денудационно-останцовыми и сложены скальными коренными породами. Аккумулятивные формы рельефа (косы) занимают незначительную площадь на островах и находятся, как правило, на северных и северо-западных побережьях — в тени от зыби открытого моря и вдольбереговых потоков наносов. Аккумулятивные острова, низменные и почти целиком состоящие из рыхлых отложений, крайне редки. По сути, имеется всего два подобных острова — о. Браузера и о. Ахлёстышева. Вулканогенных (вулканических и грязевулканических), а также островов биогенного происхождения (коралловых) в Приморском крае не имеется.
Большинство островов края естественного происхождения. Из островов искусственного происхождения заслуживает упоминания лишь о. Елены, отделённый от о. Русский судоходным каналом. Кроме того, в списке фигурируют острова, ставшие, фактически, полуостровами. Наиболее крупный из них — о. Никольского, соединённый с сушей причальными сооружениями военно-морской гавани Павловск. Ещё два острова (Энгельма и Лаврова) соединены между собой и о. Русский искусственной дамбой.

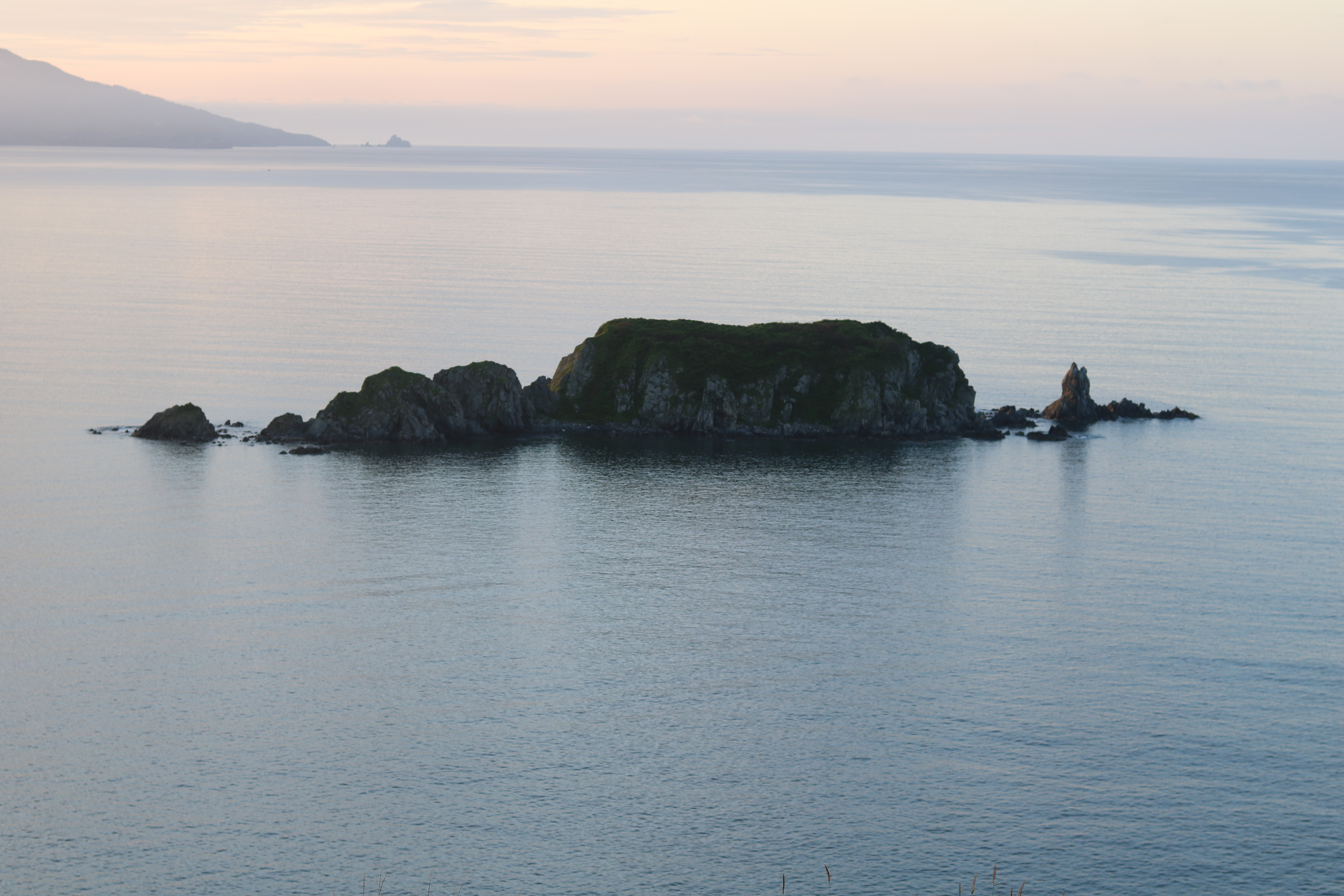
Остров Михельсона

### Географическое положение
Хотя острова имеются в каждом административном субъекте Приморского края, выходящем к побережью Японского моря, распределение их очень неравномерно. Наибольшее количество островов расположено у наиболее изрезанного западного побережья зал. Петра Великого, которое административно относится к Хасанскому району. Сопоставимое их количество (а по площади наибольшее) расположено к югу от п-ова Муравьёва-Амурского и относится к островным территориям города Владивосток. В восточной части зал. Петра Великого и в окрестностях г. Находка количество островов меньше, но здесь располагаются два крупнейших по площади острова, после о. Русский — остров Аскольд и Путятина. На восточном побережье открытого моря островов значительно меньше, чем в зал. Петра Великого. Они небольших размеров, скалистые и расположены недалеко от берега.

### Природа
Наиболее богатая и разнообразная природа сохранилась на острове Путятина, на Аскольде и в центральных районах острова Русский. Здесь произрастают густые широколиственные и смешанные леса, в которых до сих пор можно встретить копытных (косуля, пятнистый олень). С уменьшением площади островов, становится беднее их растительный и животный мир. На островах, площадью менее 0,01 км² древесная растительность исчезает, уступая место кустарничково-травянистым биозенозам. Исключения составляют о. Томящегося Сердца и о. Папенберга с крошечными рощами, занимающими, тем не менее, большую часть этих островков. На высоких скалах и кекурах, наряду с разреженной травянистой растительностью, распространены мохово-лишайниковые биоценозы. На низких скалах и осыхающих камнях в зоне заплеска растительность практически полностью отсутствует. Здесь распространены птичьи базары и лежбища ластоногих.
Самая крупная островная река в Приморье — Русская, протяжённостью 5 км. На островах, площадью более 10 км² имеются ручьи и пресноводные озёра. На островах площадью более 0,1 км² можно встретить небольшие роднички и выходы грунтовых вод, сочащиеся по береговым скалам. Кекуры и острова с площадью до 0,1 км² — безводны.

### Население
Всего в Приморском крае насчитывается 4 обитаемых острова, на которых располагаются в общей сложности 12 населённых пунктов. На о. Русский — 8, на о. Попова — 2, на островах Рейнеке и Путятина — по одному. Самый большой по количеству населения — о. Русский, где проживает ок. 10000 чел. Остров Русский и остров Попова — самые густонаселённые острова Приморья, с плотностью населения ок. 100 чел./км². Плотность населения на о. Путятина составляет 40 чел./км². Наименее населён о. Рейнеке, расположенный дальше всего от материка из обитаемых островов. На нём же и самая низкая плотность населения — 4,32 чел./км². Остров Русский связан с материковой частью города Владивосток мостом с четырёхполосным шоссе. Остров Попова и о. Путятина связаны с материком паромными переправами. Сообщение с островом Рейнеке редкое и нерегулярное.
Помимо 4 обитаемых островов, имеется ещё 6 островов, на которых нет населённых пунктов, но люди присутствуют постоянно. Это острова Фуругельма, Большой Пелис, Рикорда, Елены, Скрыплёва и Аскольд, на которых проживает персонал маяков, ферм марикультуры, турбаз и кордонов Дальневосточного Морского заповедника.
В нижележащей таблице предоставлены основные характеристики островов Приморского края. В таблицу занесены все именованные острова, имеющие более 20 м в поперечнике, а также все именованные кекуры, скалы и осыхающие камни. Площадь указана для островов, скал и кекуров, имеющих более 20 м в поперечнике. В виде исключения указана площадь о. Фальшивый, Уши, Лислитта, кам. Матвеева и о. Вальдта, диаметр которых составляет менее 20 м. В то же время, в таблице не отображены острова и кекуры более 20 м в поперечнике, не имеющие пока общепринятых названий (ряд островков и скал в зал. Посьета, в арх. Римского-Корсакова, у побережий материка и крупных островов).
Протяжённость береговой линии подсчитана по отрезкам ок. 50 м для крупных островов, и по отрезкам не менее 10 м для мелких островов и кекуров. Топографическая изолированность указывает кратчайшее расстояние от берега острова до берега материка, либо до побережья превосходящего по площади острова. Указанные географические координаты, по возможности, соответствуют высшим точкам островов.

## Список островов
| №   | Фото | Название                         | Площадь, км | Длина береговой линии, км | Топографическая изолированность, км | Высшая точка, м | Координаты                       | Комментарии |
| --- | ---- | -------------------------------- | ----------- | ------------------------- | ----------------------------------- | --------------- | -------------------------------- | --- |
| 1   |      | Русский                          | 97,6        | 123                       | 1,34                                | 291,2           | 43°01′49″ с. ш. 131°50′10″ в. д. | Крупнейший остров Приморья. Административно принадлежит Владивостокскому городскому округу. Кратчайшее расстояние до материка через прол. Босфор Восточный, от п. Канал до м. Токаревский. Высшая точка — г. Русская. Численность населения около 10000 чел.          |
| 2   |      | Путятина                         | 27,9        | 43,2                      | 1,53                                | 354,6           | 42°53′15″ с. ш. 132°25′17″ в. д. | Административно принадлежит ЗАТО Фокино. Кратчайшее расстояние до материка через зал. Стрелок, от м. Северный до м. Абрек. Высшая точка — г. Старцева. Численность населения около 994 чел. (2010 г.)                                                                 |
| 3   |      | Аскольд                          | 14,6        | 22,9                      | 6,3                                 | 358,1           | 42°45′55″ с. ш. 132°19′39″ в. д. | Административно принадлежит ЗАТО Фокино. Кратчайшее расстояние до м. Родионова на о. Путятина — 6,3 км, до материка — 6,6 км. Самый высокий остров в крае. Самый крупный остров без населённых пунктов и постоянного населения. Один из самых изолированных островов. |
| 4   |      | Попова                           | 12,4        | 26                        | 0,55                                | 157,6           | 42°58′24″ с. ш. 131°43′00″ в. д. | Административно принадлежит Владивостокскому городскому округу. Кратчайшее расстояние до материка через прол. Старк, от м. Дарагана до м. Рогозина на о. Русский. Высшая точка — г. Попова. Численность населения — 1370 чел. (2010 г.)                               |
| 5   |      | Рикорда                          | 4,85        | 13,6                      | 5,8                                 | 178,7           | 42°52′54″ с. ш. 131°40′06″ в. д. | Административно принадлежит Владивостокскому городскому округу. Кратчайшее расстояние до о. Попова 5,8 км, до о. Рейнеке — 3,1 км. Один из крупнейших островов Приморья, не имеющих постоянного населения.                                                            |
| 6   |      | Рейнеке                          | 4,63        | 12,4                      | 0,49                                | 148,8           | 42°54′21″ с. ш. 131°43′21″ в. д. | Административно принадлежит Владивостокскому городскому округу. Кратчайшее расстояние до о. Попова 0,49 км, от м. Пограничный до м. Ликандера, через прол. Ликандера. Численность населения 20 чел. (2010 г.)                                                         |
| 7   |      | Большой Пелис                    | 3,69        | 14,2                      | 12,8                                | 193             | 42°39′50″ с. ш. 131°27′57″ в. д. | Административно принадлежит Хасанскому району. Входит в состав арх. Римского-Корсакова. Кратчайшее расстояние до м. Клерка 12,8 км. Один из самых изолированных островов Приморья.                                                                                    |
| 8   |      | Шкота                            | 2,47        | 9,1                       | 0,2                                 | 140,8           | 42°56′20″ с. ш. 131°50′08″ в. д. | Административно принадлежит Владивостокскому городскому округу. Кратчайшее расстояние до о. Русский 0,2 км. Меняется от сезона к сезону, так как намывная коса меняет своё местоположение из-за приливов-отливов.                                                     |
| 9   |      | Фуругельма                       | 2,45        | 10,1                      | 5,2                                 | 120             | 42°27′54″ с. ш. 130°55′17″ в. д. | Административно принадлежит Хасанскому району. Кратчайшее расстояние до материка 5,2 км, от м. Свиньина до м. Халезова. Самый южный морской остров России. |
| 10  |      | Елены                            | 1,45        | 5,5                       | 0,04                                | 90,6            | 43°04′00″ с. ш. 131°49′40″ в. д. | Административно принадлежит Владивостокскому городскому округу. Кратчайшее расстояние до о. Русский 40 м через судоходный канал. Высшая точка — 90,6 м (г. Ларионовская). Численность населения 3 чел.                                                                |
| 11  |      | Антипенко                        | 1,29        | 6,3                       | 2,3                                 | 102             | 42°50′02″ с. ш. 131°26′49″ в. д. | Административно принадлежит Хасанскому району. Кратчайшее расстояние до м. Чирок на материке 2,3 км. |
| 12  |      | Стенина                          | 1,27        | 6,1                       | 6,1                                 | 144,3           | 42°43′19″ с. ш. 131°30′47″ в. д. | Административно принадлежит Хасанскому району. Кратчайшее расстояние до о. Бол. Пелис 6,1 км, до материка (п-ов Клерка) 11 км. |
| 13  |      | Сибирякова                       | 1,17        | 6,1                       | 1,4                                 | 105,2           | 42°48′23″ с. ш. 131°26′42″ в. д. | Административно принадлежит Хасанскому району. Кратчайшее расстояние до о. Антипенко 1,4 км, до м. Чирок на материке 4,5 км. |
| 14  |      | Лисий                            | 0,617       | 4,1                       | 0,55                                | 123,4           | 42°45′36″ с. ш. 132°54′24″ в. д. | Административно принадлежит Находкинскому городскому округу. Кратчайшее расстояние дом. Павловского на материке 0,55 км. |
| 15  |      | Матвеева                         | 0,394       | 2,73                      | 1,4                                 | 123,8           | 42°40′01″ с. ш. 131°25′54″ в. д. | Административно принадлежит Хасанскому району. Кратчайшее расстояние до о. Большой Пелис 1,4 км. |
| 16  |      | Де-Ливрона                       | 0,386       | 3,1                       | 5,1                                 | 58,5            | 42°41′40″ с. ш. 131°22′15″ в. д. | Административно принадлежит Хасанскому району. Кратчайшее расстояние до о. Матвеева 5,1 км, до материка 8,9 км. |
| 17  |      | Петрова                          | 0,318       | 2,6                       | 0,38                                | 112,6           | 42°51′45″ с. ш. 133°48′32″ в. д. | Самый крупный остров восточного побережья Приморья. Административно принадлежит Лазовскому району. Кратчайшее расстояние до материка 0,38 км. |
| 18  |      | Желтухина                        | 0,3025      | 2,85                      | 4,09                                | 75,1            | 42°49′35″ с. ш. 131°36′41″ в. д. | Административно принадлежит Владивостокскому городскому округу. Кратчайшее расстояние до о. Рикорда 4,09 км. |
| 19  |      | Герасимова                       | 0,285       | 3,32                      | 1,01                                | 62              | 42°54′40″ с. ш. 131°28′02″ в. д. | Административно принадлежит Хасанскому району. Кратчайшее расстояние до материка 1,01 км. |
| 20  |      | Моисеева                         | 0,2058      | 2,56                      | 1,13                                | 50,4            | 42°50′22″ с. ш. 131°37′43″ в. д. | Административно принадлежит Владивостокскому городскому округу. Кратчайшее расстояние до о. Желтухина 1,13 км, до о. Рикорда 2,46 км. |
| 21  |      | Пахтусова                        | 0,1895      | 3,15                      | 1,32                                | 41,9            | 42°53′57″ с. ш. 131°38′45″ в. д. | Административно принадлежит Владивостокскому городскому округу. Кратчайшее расстояние до о. Рикорда 1,32 км. |
| 22  |      | Наумова                          | 0,1866      | 2,03                      | 0,9                                 | 45,4            | 42°56′45″ с. ш. 131°46′03″ в. д. | Административно принадлежит Владивостокскому городскому округу. Кратчайшее расстояние до о. Попова 0,9 км. |
| 23  |      | Кротова                          | 0,1802      | 1,99                      | 1,19                                | 82,7            | 42°51′10″ с. ш. 131°37′12″ в. д. | Административно принадлежит Владивостокскому городскому округу. Кратчайшее расстояние до о. Моисеева 1,19 км, до о. Рикорда 1,73 км. |
| 24  |      | Дурново                          | 0,1712      | 2,03                      | 1,88                                | 96,9            | 42°40′18″ с. ш. 131°21′36″ в. д. | Административно принадлежит Хасанскому району. Кратчайшее расстояние до о. Де-Ливрона 1,88 км, до материка (м. Льва) 9 км. |
| 25  |      | Клыкова                          | 0,1562      | 2,15                      | 1,15                                | 52,2            | 42°56′05″ с. ш. 131°46′54″ в. д. | Административно принадлежит Владивостокскому городскому округу. Кратчайшее расстояние до о. Наумова 1,15 км. |
| 26  |      | Чихачёва                         | 0,1528      | 2,63                      | 0,58                                | 105,5           | 43°40′38″ с. ш. 135°16′46″ в. д. | Административно принадлежит Ольгинскому району. Кратчайшее расстояние до материка 0,58 км. |
| 27  |      | Никольского                      | 0,1386      | 2,17                      | 0                                   | 46              | 42°51′43″ с. ш. 132°31′05″ в. д. | Административно принадлежит ЗАТО Фокино. Искусственно соединён с материком портовыми сооружениями. |
| 28  |      | Орехова                          | 0,1182      | 1,8                       | 0,33                                | 53              | 42°53′36″ с. ш. 133°52′56″ в. д. | Административно принадлежит Лазовскому району. Кратчайшее расстояние до материка 0,33 км. |
| 29  |      | Опасный                          | 0,1054      | 3,06                      | 0,88                                | 48,6            | 43°01′46″ с. ш. 134°11′12″ в. д. | Административно принадлежит Лазовскому району. Кратчайшее расстояние до материка 0,88 км. |
| 30  |      | Карамзина                        | 0,1038      | 1,8                       | 3,11                                | 107,1           | 42°50′30″ с. ш. 131°41′24″ в. д. | Административно принадлежит Владивостокскому городскому округу. Кратчайшее расстояние до о. Рикорда 3,11 км. |
| 31  |      | Лаврова                          | 0,0965      | 1,85                      | 0,76                                | 52,6            | 42°57′48″ с. ш. 131°47′51″ в. д. | Административно принадлежит Владивостокскому городскому округу. Кратчайшее расстояние до о. Русский 0,76 км. |
| 32  |      | Скалы Крейсер                    | 0,0935      | 2,61                      | 0,38                                | 51,5            | 42°43′57″ с. ш. 133°14′21″ в. д. | Административно принадлежат Партизанскому району. Кратчайшее расстояние от ближайшего острова архипелага до материка 0,38 км. |
| 33  |      | Козлова                          | 0,0843      | 1,62                      | 2,2                                 | 40,2            | 42°56′06″ с. ш. 131°41′15″ в. д. | Административно принадлежит Владивостокскому городскому округу. Кратчайшее расстояние до о. Рейнеке 2,2 км. |
| 34  |      | Гильдебрандта                    | 0,0831      | 1,23                      | 0,87                                | 91,3            | 42°40′18″ с. ш. 131°21′36″ в. д. | Административно принадлежит Хасанскому району. Кратчайшее расстояние до о. Де-Ливрона 0,87 км, до материка (м. Льва) 8,3 км. |
| 35  |      | Сергеева                         | 0,07573     | 1,4                       | 0,41                                | 55,7            | 42°50′35″ с. ш. 131°37′16″ в. д. | Административно принадлежит Владивостокскому городскому округу. Кратчайшее расстояние до о. Моисеева 0,41 км, до о. Рикорда 2,55 км. |
| 36  |      | Клерка                           | 0,0742      | 1,22                      | 0,7                                 | 61,1            | 42°45′45″ с. ш. 131°20′49″ в. д. | Административно принадлежит Хасанскому району. Кратчайшее расстояние до материка 0,7 км. |
| 37  |      | Бол. Гаккель                     | 0,0705      | 1,32                      | 1,38                                | 39              | 42°36′51″ с. ш. 130°58′14″ в. д. | Административно принадлежит Хасанскому району. Кратчайшее расстояние до материка (м. Молот) 1,38 км. |
| 38  |      | Энгельма                         | 0,067       | 1,54                      | 0,31                                | 23,5            | 42°58′00″ с. ш. 131°48′21″ в. д. | Административно принадлежит Владивостокскому городскому округу. Кратчайшее расстояние до о. Лаврова 0,31 км, до о. Русский 0,42 км. |
| 39  |      | Камни Унковского                 | 0,05836     | 2,4                       | 2,8                                 | 40,8            | 42°52′59″ с. ш. 131°48′37″ в. д. | Административно принадлежат ЗАТО Фокино. Кратчайшее расстояние от самого крупного островка до материка (м. Майделя) 2,8 км. |
| 40  |      | Викента                          | 0,0542      | 1,39                      | 0,07                                | 41              | 42°55′17″ с. ш. 131°44′46″ в. д. | Административно принадлежит Владивостокскому городскому округу. Кратчайшее расстояние до о. Рейнеке 0,07 км. |
| 41  |      | Бельцова                         | 0,0509      | 1,08                      | 0,31                                | 40              | 42°52′22″ с. ш. 133°49′03″ в. д. | Административно принадлежит Лазовскому району. Кратчайшее расстояние до материка 0,31 км. |
| 42  |      | Раздельный                       | 0,04705     | 1,15                      | 0,6                                 | 30,5            | 42°50′45″ с. ш. 133°36′44″ в. д. | Административно принадлежит Лазовскому району. Кратчайшее расстояние до материка 0,6 км. |
| 43  |      | Ахлёстышева                      | 0,0443      | 0,88                      | 0,07                                | 1,7             | 43°00′08″ с. ш. 131°55′57″ в. д. | Административно принадлежит Владивостокскому городскому округу. Кратчайшее расстояние до о. Русский 0,07 км. |
| 44  |      | Сидорова                         | 0,0433      | 0,95                      | 0,29                                | 40,3            | 42°55′25″ с. ш. 131°27′32″ в. д. | Административно принадлежит Хасанскому району. Кратчайшее расстояние до материка 0,29 км. |
| 45  |      | Кроличий                         | 0,0425      | 1,16                      | 0,26                                | 24,5            | 42°58′10″ с. ш. 131°30′20″ в. д. | Административно принадлежит Хасанскому району. Кратчайшее расстояние до материка 0,26 км. |
| 46  |      | Циволько                         | 0,03936     | 1,46                      | 2,9                                 | 32,8            | 42°50′22″ с. ш. 131°34′35″ в. д. | Административно принадлежит Владивостокскому городскому округу. Кратчайшее расстояние до о. Желтухина 2,9 км, до о. Рикорда 5,6 км. |
| 47  |      | Скрыплёва                        | 0,0385      | 0,87                      | 1,48                                | 45,6            | 43°01′43″ с. ш. 131°57′10″ в. д. | Административно принадлежит Владивостокскому городскому округу. Кратчайшее расстояние до о. Русский 1,48 км. Численность населения 5 чел. (2009 г.) |
| 48  |      | Веры                             | 0,0379      | 1,05                      | 0,48                                | 38,5            | 42°27′42″ с. ш. 130°49′13″ в. д. | Административно принадлежит Хасанскому району. Кратчайшее расстояние до материка 0,48 км. |
| 49  |      | Входные                          | 0,0312      | 1,51                      | 0,13                                | 26,9            | 42°36′40″ с. ш. 131°13′45″ в. д. | Административно принадлежит Хасанскому району. Кратчайшее расстояние до материка (п-ов Гамова) 0,13 км. |
| 50  |      | Таранцева                        | 0,0219      | 1,09                      | 0,38                                | 40              | 42°35′42″ с. ш. 131°09′00″ в. д. | Административно принадлежит Хасанскому району. Кратчайшее расстояние до материка (м. Таранцева) 0,38 км. |
| 51  |      | Верховского                      | 0,0206      | 1,37                      | 4,5                                 | 27,3            | 42°52′59″ с. ш. 131°48′37″ в. д. | Административно принадлежит Владивостокскому городскому округу. Кратчайшее расстояние до о. Рейнеке 4,5 км. |
| 52  |      | Острова Утёсистые                | 0,0205      | 1,17                      | 0,04                                | 40,8            | 42°36′22″ с. ш. 131°13′52″ в. д. | Административно принадлежит Хасанскому району. Кратчайшее расстояние до материка (п-ов Гамова) 0,04 км. |
| 53  |      | Алексеева                        | 0,0147      | 0,6                       | 0,21                                | 61,5            | 42°33′24″ с. ш. 131°11′00″ в. д. | Административно принадлежит Хасанскому району. Кратчайшее расстояние до материка (п-ов Гамова) 0,21 км. |
| 54  |      | Малый                            | 0,01458     | 0,49                      | 0,31                                | 37              | 42°56′28″ с. ш. 131°46′51″ в. д. | Административно принадлежит Владивостокскому городскому округу. Кратчайшее расстояние до о. Клыкова 0,31 км. |
| 55  |      | Скребцова                        | 0,0128      | 0,49                      | 1,66                                | 22              | 43°13′07″ с. ш. 131°54′47″ в. д. | Административно принадлежит Владивостокскому городскому округу. Кратчайшее расстояние до материка 1,66 км. |
| 56  |      | Птичий                           | 0,01255     | 0,7                       | 0,12                                | 12              | 42°49′59″ с. ш. 131°27′37″ в. д. | Административно принадлежит Хасанскому району. Кратчайшее расстояние до о. Антипенко 0,12 км. |
| 57  |      | Камень Льва                      | 0,0124      | 0,67                      | 0,29                                | 37              | 42°51′24″ с. ш. 131°39′05″ в. д. | Административно принадлежит Владивостокскому городскому округу. Кратчайшее расстояние до о. Рикорда 0,29 км. В подсчёте участвовало два островка. |
| 58  |      | Браузера                         | 0,0119      | 0,79                      | 0,18                                |                 | 42°38′10″ с. ш. 131°05′08″ в. д. | Административно принадлежит Хасанскому району. Кратчайшее расстояние до материка 0,18 км. |
| 59  |      | Речной                           | 0,0118      | 0,51                      | 1,61                                | 18,7            | 43°16′44″ с. ш. 131°49′49″ в. д. | Административно принадлежит Надеждинскому району. Кратчайшее расстояние до материка 1,61 км. |
| 60  |      | кекуры Бакланьи                  | 0,0106      | 0,54                      | 0,14                                | 30              | 42°40′30″ с. ш. 131°14′47″ в. д. | Административно принадлежат Хасанскому району. Кратчайшее расстояние до материка 0,14 км. |
| 61  |      | остров Два Брата                 | 0,00879     | 0,73                      | 1,51                                | 14              | 42°56′38″ с. ш. 131°40′08″ в. д. | Административно принадлежит Владивостокскому городскому округу. Кратчайшее расстояние до о. Козлова 1,51 км. |
| 62  |      | Мал. Гаккель                     | 0,0086      | 0,39                      | 0,44                                | 22,8            | 42°37′21″ с. ш. 130°58′00″ в. д. | Административно принадлежит Хасанскому району. Кратчайшее расстояние до о. Бол. Гаккель 0,44 км, до материка (м. Молот) 0,8 км. |
| 63  |      | Остров Томящегося Сердца         | 0,00807     | 0,4                       | 0,015                               |                 | 42°34′47″ с. ш. 131°12′58″ в. д. | Административно принадлежит Хасанскому району. Кратчайшее расстояние до материка (п-ов Гамова) 0,015 км. |
| 64  |      | Михельсона                       | 0,00776     | 0,46                      | 0,32                                | 25              | 42°37′56″ с. ш. 131°02′38″ в. д. | Административно принадлежит Хасанскому району. Кратчайшее расстояние до материка 0,32 км. |
| 65  |      | Призма                           | 0,00734     | 0,34                      | 0,23                                | 36              | 42°47′22″ с. ш. 133°27′42″ в. д. | Административно принадлежит Лазовскому району. Кратчайшее расстояние до материка 0,23 км. |
| 66  |      | Скалы                            | 0,00728     | 0,35                      | 0,46                                | 16,6            | 42°50′59″ с. ш. 133°40′21″ в. д. | Административно принадлежит Лазовскому району. Кратчайшее расстояние до материка 0,46 км. |
| 67  |      | Пять Пальцев                     | 0,00615     | 0,73                      | 0,97                                | 40              | 42°47′06″ с. ш. 132°28′33″ в. д. | Административно принадлежит ЗАТО Фокино. Кратчайшее расстояние до о. Путятина 0,97 км. |
| 68  |      | Второй                           | 0,00514     | 0,36                      | 0,13                                | 24,9            | 42°50′13″ с. ш. 133°41′25″ в. д. | Административно принадлежит Лазовскому району. Кратчайшее расстояние до материка 0,13 км. |
| 69  |      | Змеинка                          | 0,00406     | 0,31                      | 0,19                                | 6,8             | 42°56′27″ с. ш. 131°43′56″ в. д. | Административно принадлежит Владивостокскому городскому округу. Кратчайшее расстояние до о. Попова 0,19 км. |
| 70  |      | Ирецкого                         | 0,00403     | 0,43                      | 0,42                                | 20              | 42°47′30″ с. ш. 132°27′20″ в. д. | Административно принадлежит ЗАТО Фокино. Кратчайшее расстояние до о. Путятина 0,42 км. |
| 71  |      | Трамбецкого                      | 0,00361     | 0,37                      | 0,88                                | 16,6            | 42°50′27″ с. ш. 132°32′18″ в. д. | Подсчёт по двум островкам, разделённым 18 метровым проливом. Административно принадлежит ЗАТО Фокино. Кратчайшее расстояние до материка 0,88 км. |
| 72  |      | Створный                         | 0,00315     | 0,26                      | 0,36                                | 10,1            | 42°48′02″ с. ш. 132°59′49″ в. д. | Административно принадлежит Находкинскому городскому округу. Кратчайшее расстояние до материка 0,36 км. |
| 73  |      | Папенберга                       | 0,00309     | 0,24                      | 0,36                                | 13,5            | 43°02′32″ с. ш. 131°51′43″ в. д. | Административно принадлежит Владивостокскому городскому округу. Кратчайшее расстояние до о. Русский 0,36 км. |
| 74  |      | Бычий                            | 0,00304     | 0,21                      | 0,05                                | 13              | 42°56′14″ с. ш. 131°27′39″ в. д. | Административно принадлежит Хасанскому району. Кратчайшее расстояние до материка 0,05 км. |
| 75  |      | Кекур Камень (Весёлкина)         | 0,00296     | 0,21                      | 0,21                                |                 | 43°13′44″ с. ш. 132°13′53″ в. д. | Кекур и группа осыхающих скал у м. Весёлкина. В подсчёте участвовал самый крупный кекур. Административно принадлежит ЗАТО Фокино. Кратчайшее расстояние до материка 0,21 км.                                                                                          |
| 76  |      | Максимова                        | 0,00256     | 0,22                      | 0,5                                 | 15              | 42°35′31″ с. ш. 131°14′20″ в. д. | Административно принадлежит Хасанскому району. Кратчайшее расстояние до материка (п-ов Гамова) 0,5 км. |
| 77  |      | Астафьева                        | 0,0022      | 0,26                      | 0,85                                |                 | 42°36′38″ с. ш. 131°14′25″ в. д. | Административно принадлежит Хасанскому району. Кратчайшее расстояние до о-вов Утёсистых 0,85 км, до материка (п-ов Гамова) 1,2 км. Подсчёт произведён приблизительно.                                                                                                 |
| 78  |      | кекуры Два Брата                 | 0,00188     | 0,27                      | 0,13                                | 23,2            | 44°20′02″ с. ш. 135°50′22″ в. д. | Административно принадлежат Дальнегорскому городскому округу. Кратчайшее расстояние до материка 0,13 км. |
| 77  |      | кам. Бутакова                    | 0,0018      | 0,36                      | 0,6                                 | 4,6             | 42°27′21″ с. ш. 130°48′52″ в. д. | Административно принадлежат Хасанскому району. Кратчайшее расстояние до о. Веры 0,6 км. |
| 80  |      | Камни Якубовского                | 0,00179     | 0,23                      | 0,045                               | 33              | 44°43′50″ с. ш. 136°20′20″ в. д. | Административно принадлежат Тернейскому району. Кратчайшее расстояние до материка 0,045 км. |
| 81  |      | Узкий Камень                     | 0,00159     | 0,23                      | 0,25                                | 10              | 43°01′21″ с. ш. 131°54′52″ в. д. | Административно принадлежит Владивостокскому городскому округу. Кратчайшее расстояние до о. Русский 0,25 км. |
| 82  |      | Скалы Замок                      | 0,00145     | 0,19                      | 0,035                               | 37,1            | 42°48′33″ с. ш. 133°42′46″ в. д. | В подсчёте участвовала крупнейшая северо-западная скала. Административно принадлежат Лазовскому району. Кратчайшее расстояние до материка 0,035 км. |
| 83  |      | Кекур Трёх Камней                | 0,00123     | 0,16                      | 0,047                               | 25,4            | 43°08′59″ с. ш. 132°04′02″ в. д. | Административно принадлежит Владивостокскому городскому округу. Кратчайшее расстояние до материка (п-ов Муравьёва-Амурского) 0,05 км. |
| 84  |      | Черкавского                      | 0,00116     | 0,16                      | 0,48                                | 17              | 42°37′59″ с. ш. 130°48′12″ в. д. | Административно принадлежит Хасанскому району. Кратчайшее расстояние до материка (п-ов Краббе) 0,38 км. |
| 85  |      | кам. Михельсона                  | 0,00114     | 0,13                      | 2,2                                 | 2,7             | 42°28′46″ с. ш. 130°53′09″ в. д. | Административно принадлежат Хасанскому району. Кратчайшее расстояние до о. Фуругельма 2,2 км. |
| 86  |      | Безымянный                       | 0,00102     | 0,13                      | 0,69                                | 9,6             | 43°40′53″ с. ш. 135°14′05″ в. д. | Административно принадлежит Ольгинскому району. Кратчайшее расстояние до материка 0,69 км. |
| 87  |      | Кекур Гельмерсена                | 0,00085     | 0,15                      | 0,99                                | 9               | 42°29′03″ с. ш. 130°56′13″ в. д. | Административно принадлежит Хасанскому району. Кратчайшее расстояние до о. Фуругельма 0,99 км. |
| 88  |      | Большой Камень                   | 0,00082     | 0,12                      | 0,11                                | 11,6            | 42°52′46″ с. ш. 131°23′36″ в. д. | Административно принадлежит Хасанскому району. Кратчайшее расстояние до материка 0,11 км. |
| 89  |      | ск. Зуб Дракона                  | 0,00057     | 0,11                      | 0,03                                | 12,5            | 42°50′04″ с. ш. 131°27′42″ в. д. | Административно принадлежит Хасанскому району. Кратчайшее расстояние до о. Птичий 0,03 км. |
| 90  |      | Остров Лислитта                  | 0,00055     | 0,11                      | 0,017                               | 13              | 43°03′27″ с. ш. 131°57′22″ в. д. | Административно принадлежит Владивостокскому городскому округу. Кратчайшее расстояние до материка 0,02 км. |
| 91  |      | Уши                              | 0,00054     | 0,12                      | 0,17                                | 6               | 43°03′50″ с. ш. 131°48′14″ в. д. | Административно принадлежит Владивостокскому городскому округу. Кратчайшее расстояние до о. Русский 0,17 км. |
| 92  |      | Фальшивый                        | 0,00044     | 0,09                      | 0,22                                | 3,5             | 43°01′17″ с. ш. 131°52′07″ в. д. | Административно принадлежит Владивостокскому городскому округу. Кратчайшее расстояние до о. Русский 0,22 км. |
| 93  |      | Вальдта                          | 0,0004      | 0,08                      | 0,1                                 |                 | 42°54′00″ с. ш. 132°21′31″ в. д. | Административно принадлежит ЗАТО Фокино. Кратчайшее расстояние до материка 0,1 км. |
| 94  |      | кам. Матвеева                    | 0,00034     | 0,08                      | 0,54                                | 9               | 43°00′54″ с. ш. 131°46′03″ в. д. | Административно принадлежит Владивостокскому городскому округу. Кратчайшее расстояние до о. Русский 0,54 км. |
| 95  |      | Колонна                          | -           | -                         | 1,1                                 | 20,3            | 42°49′10″ с. ш. 131°25′54″ в. д. | Административно принадлежат Хасанскому району. Кратчайшее расстояние до о. Антипенко 1,1 км, до материка 3,29 км. |
| 96  |      | Кекур Штаны                      | -           | -                         | 0,05                                |                 | 42°40′18″ с. ш. 131°14′20″ в. д. | Административно принадлежит Хасанскому району. Кратчайшее расстояние до материка (м. Сосновый) 0,05 км. |
| 97  |      | Скала Парус (Находка)            |             |                           | 0,26                                | 6               | 42°49′04″ с. ш. 132°59′20″ в. д. | Административно принадлежит Находкинскому городскому округу. Кратчайшее расстояние до материка 0,26 км. |
| 98  |      | Кекур Манчжур                    |             | 0,06                      | 0,027                               | 5               | 43°13′44″ с. ш. 132°13′53″ в. д. | Административно принадлежит Владивостокскому городскому округу. Кратчайшее расстояние до материка (п-ов Муравьёва-Амурского) 0,03 км. |
| 99  |      | Камень Бакланий (Фокино)         |             |                           | 0,72                                | 3,3             | 42°49′25″ с. ш. 132°21′49″ в. д. | Административно принадлежит ЗАТО Фокино. Кратчайшее расстояние до Камней Унковского 0,72 км, до материка 2,3 км. |
| 100 |      | Камень Ермолаева                 | -           | -                         | 0,28                                |                 | 43°03′12″ с. ш. 131°50′40″ в. д. | Административно принадлежит Владивостокскому городскому округу. Кратчайшее расстояние до о. Русский 0,28 км. Всю площадь занимает светящий знак Ермолаева. |
| 101 |      | Камни Баклан                     | -           | -                         | 0,33                                | 2,4             | 42°46′50″ с. ш. 131°23′03″ в. д. | Административно принадлежат Хасанскому району. Кратчайшее расстояние до материка 0,33 км. |
| 102 |      | Камень Приглубный (Фокино)       |             |                           | 1,22                                | 1,8             | 42°54′47″ с. ш. 132°16′31″ в. д. | Административно принадлежит ЗАТО Фокино. Кратчайшее расстояние до материка 1,22 км. |
| 103 |      | Камни Елизарова                  | -           | -                         | 1,65                                |                 | 42°42′00″ с. ш. 131°20′31″ в. д. | Административно принадлежат Хасанскому району. Кратчайшее расстояние до о. Де-Ливрона 1,65 км. |
| 104 |      | Камень Буй                       | -           | -                         | 0,7                                 | 1               | 42°28′35″ с. ш. 130°56′33″ в. д. | Административно принадлежит Хасанскому району. Кратчайшее расстояние до о. Фуругельма 0,7 км. |
| 105 |      | Камни Клыкова                    | -           | -                         | 0,42                                | 0,9             | 42°35′55″ с. ш. 131°10′21″ в. д. | Административно принадлежат Хасанскому району. Кратчайшее расстояние до материка (п-ов Гамова) 0,42 км. |
| 106 |      | Камни Сивучьи (Владивосток)      | -           | -                         | 0,44                                | 0,9             | 42°56′40″ с. ш. 131°51′16″ в. д. | Административно принадлежит Владивостокскому городскому округу. Кратчайшее расстояние до о. Шкота 0,44 км. |
| 107 |      | Камень Алеут (ГО Большой Камень) |             |                           | 0,7                                 |                 | 43°06′46″ с. ш. 132°18′38″ в. д. | Административно принадлежит городскому округу Большой Камень. Кратчайшее расстояние до материка 0,7 км. |
| 108 |      | Камень Южный                     | -           | -                         | 0,52                                | 0               | 42°27′21″ с. ш. 130°54′07″ в. д. | Административно принадлежит Хасанскому району. Кратчайшее расстояние до о. Фуругельма 0,52 км |